# Adalbert I. (Salzburg)
Adalbert I. († 30. Juli (?) 874) war ein nur wenige Monate regierender Salzburger Erzbischof und Abt des Stiftes St. Peter im 9. Jahrhundert. Über seine Arbeit ist nichts Näheres bekannt. 